# Церквище
Церквище (словен. Cerkvišče) — поселення в общині Чрномель, Південно-Східна Словенія, Словенія. Висота над рівнем моря: 159,5 м.